# Старая гвардия (Первая империя)
Старая гвардия (фр. Vieille Garde) — элитные части французской Императорской гвардии периода наполеоновских войн. 
За Старой Гвардией закрепилось название «Элита из элит».  

## Состав

### На 1812 год
- 1-й полк пеших гренадер Императорской гвардии
- 2-й полк пеших гренадер Императорской гвардии
- 3-й полк пеших гренадер Императорской гвардии
- 1-й полк пеших егерей Императорской гвардии
- 2-й полк пеших егерей Императорской гвардии
- полк конных гренадер
- полк конных егерей
- рота мамелюк
- полк драгун Императрицы
- полк конной артиллерии
- полк пешей артиллерии
- легион жандармерии
- батальон гвардейских моряков
- рота понтонеров
- рота гвардейских ветеранов[1]
- 1-й (польский) шевалежерный полк (шеволежеры).

## Условия приёма
- Как минимум 10 лет службы;
- Хорошее поведение;
- Награды за храбрость;
- Рост не менее 176 см;
- Грамотность.

## Фразеологизм
В русском языке существует фразеологизм «Старая гвардия», означающий одного человека или группу людей, имеющих значительный опыт в какой бы то ни было отрасли. 